# Harry Howard (músico)
Harry Howard (Melbourne, Australia, 10 de octubre de 1961) es un músico australiano que desempeñó el bajo y la guitarra en distintos grupos y fue hermano del guitarrista Rowland S. Howard, con quien integró Crime And The City Solution y These Immortal Souls, además de colaborar con él en The Birthday Party que este integraba al lado del cantante Nick Cave.
Luego de estar en una banda llamada Dark Party, se une a Crime And The City Solution, junto a su hermano Rowland S. Howard, recién separado de The Birthday Party, y Epic Soundtracks, hermano de Nikki Sudden e integrante junto a él de Swell Maps, con quienes al cabo de unos años y de lanzar unos álbumes con la banda, se van a formar These Immortal Souls, que dura alrededor de 10 años.
También trabajó en The Birthday Party para algunos conciertos, reemplazando en bajo a Tracy Pew, quien había sido encarcelado por un corto período antes de regresar con la banda. Colaboró también con su hermano Rowland y Lydia Lunch, cuando ambos lanzaron su álbum de colaboración Shotgun Wedding.
Fue guitarrista de Christian High Art Boutique. En 2000 formó Pink Stainless Tail, donde actualmente es guitarrista.